# Dębowa (Basses-Carpates)
Pour les articles homonymes, voir Dębowa.
Dębowa est une localité polonaise de la gmina de Jodłowa, située dans le powiat de Dębica en voïvodie des Basses-Carpates.